# 24 -TWENTY FOUR-
『24 -TWENTY FOUR-』（トゥエンティフォー、原題: 24）は、アメリカ合衆国の連続ドラマシリーズ。
架空の政府機関「テロ対策ユニット」（CTU）ロサンゼルス支局の捜査官（シーズン1〜6）ジャック・バウアーとテロリストとの戦いを描く。作中、物語はリアルタイムで進み、1話で1時間の出来事が、1シーズン全24話で24時間の出来事が描かれる。
企画や原案、脚本は、ジョエル・サーナウやロバート・コクラン、ハワード・ゴードン、ピーター・M・レンコフなど。
フォックス放送ほかにて放送されたテレビドラマ。20世紀フォックステレビジョンとイマジン・エンターテインメントが製作。米国では2001年より放送が開始され、その後、世界各国で放送され世界的人気作品となった。

## 登場人物
本作では時間軸にそって、さまざまな登場人物が登場するが、おおまかに分けて以下のような人物たちを、交互に切り替えながら描いている。主人公であるジャック・バウアーとCTUスタッフらの活躍はもちろん、もう一人の主要人物として「大統領」とその政権スタッフ、もしくはジャックの家族や人質、人質を取られて犯行に加担させられた人物たち、さらにはテロリスト達の行動にも焦点をあて、テロに対する政治的な苦悩や決断なども描かれている。

## ストーリー

### シーズン1 — 大統領候補者暗殺計画（午前0時 - 午前0時）
カリフォルニア州での大統領予備選挙戦当日の24時間が舞台。アメリカ合衆国で初めての黒人の大統領候補・デイビッド・パーマー議員が、今後24時間以内に暗殺されるとの情報が入り、ジャック達主要メンバーが召集をうける。また、ジャックにはCTU内の内通者（裏切者）捜査の極秘命令を受ける。
一方、家を抜け出して友達と夜遊びをしていたジャックの娘キムがパーマー暗殺計画グループに誘拐される。1度は逃げたが、友達は事故に合い、自身は再び捕まってしまう。さらにキムを探していたジャックの妻テリーも、キムの友達の父親に化けたテロリストに誘拐されてしまい、議員を守るはずのジャックは犯人に娘と妻を殺すと脅迫されてしまい、議員暗殺の片棒を担がされてしまう。
さらにもう一方で、パーマー議員の息子が過去に犯した殺人という政治的スキャンダルが問題となり、真実を公表しようとするパーマー議員と、真実を是が非でも隠したい妻シェリー・パーマーとの熾烈な争いが巻き起こる。

### シーズン2 — 核爆弾テロ（午前8時 - 午前8時）
シーズン1から18か月後のある1日が物語の舞台。妻テリーの死を未だ引きずるジャックは、CTUを休職し、キムとも離れ、ひとりで失意の日々を送っていた。一方、デイビッド・パーマーはアメリカ合衆国初のアフリカ系アメリカ人の大統領として活躍。久々の休暇を満喫していたパーマーのもとに「24時間以内にテロリストがロサンゼルスで核爆弾を爆発させる」という情報が届く。
核の脅威からロサンゼルスを守るために、パーマー大統領からの懇願により、仕方なくジャックはCTUに復職。その頃、娘のキムはLA市内にあるマシスン家でベビーシッターとして住み込みで働いていたが、一見幸せそうに見えるその家庭では、父親によるDVが行われていた。

### シーズン2.5 — 核爆弾テロ（午前6時 - 午前6時）
シーズン2とシーズン3の中間にあたるゲーム版（PS2用ソフト『24: The Game』、日本未発売）。シーズン2から6か月後のある1日が物語の舞台。ジャックは療養して正式に復職。ロサンゼルス港の兵器密輸船を捜査していた。またデイビット・パーマー大統領はバイオテロの影響で療養していた。そのためプレスコット副大統領が大統領代理として指揮を執っていたが、CTU ワシントン支局からLA支局にプレスコット暗殺の連絡が入りジャックは暗殺団から守ろうとする。

### シーズン3 — バイオテロ（午後1時 - 午後1時）
シーズン2から3年後のある1日が物語の舞台。生物兵器として改良された強力な病原菌に感染した死体が、ロサンゼルスにある国立衛生局の前に捨てられた。ジャックの娘・キムはCTUのスタッフとして勤務しており、同僚とともに、病原菌の出所の調査を始める。
CTUでは、ある1人の青年が麻薬（ヘロインかコカイン）の運び屋として今にも動き出そうとしていることを知るが、この物質は麻薬ではなく、生物兵器の病原菌なのではないか、と疑いを掛ける。またジャックは、この生物兵器の散布を防ぐため、別ルートで犯人を特定しようとしていた。
折りしもその頃、デイビッド・パーマー大統領は任期満了に伴う大統領選挙戦を控え、共和党のジョン・キーラー候補との演説会を迎えようとしていた。

### シーズン3.5
これはシーズン3とシーズン4の中間にあたる短編である。シーズン3から3か月後の物語。トニーの後任であるドリスコルに、ジャックがヘロイン中毒であることを理由にCTU解雇を言い渡される。『トゥルー・コーリング』のVol.1（レンタル版）に収録

### シーズン4 — 連続時間差多発テロ（午前7時 - 午前7時）
シーズン3から18か月後のある1日が物語の舞台。ジャックは麻薬中毒だった過去を上官に「弱点になる」と指摘されCTUを解雇され、国防長官の特別補佐官として働いていた。1年前にCTUを解雇されて以来初めて、国防長官代理としてCTU LA支局を訪れたジャックは その日の朝に発生した列車爆破事件の実行犯と遭遇。犯人から本当の狙いが国防長官の拉致だと聞き出したジャックは、長官に避難するよう知らせる。ジャックは長官を救出するまで復職してもらえるよう支部長に頼んだ。

### シーズン4.5
シーズン4とシーズン5の中間にあたる短編。シーズン4から1年後、シカゴに潜伏中のジャックの携帯にクロエから緊急の連絡が入る。『プリズンブレイク（1）』Vol.1（レンタル版）に収録

### シーズン5 — 空港占拠・神経ガス散布テロ（午前7時 - 午前7時）
シーズン4から18か月後のある1日が物語の舞台。中国政府に追われる立場となったジャックは「フランク・フリン」と名前を変え、日雇いの仕事をしながらダイアン・ハクスリーとその息子デレクと生活していた。
一方、元大統領のパーマーはロサンゼルスで弟のウェインと共に回想録を執筆中にテロリストによって狙撃され死亡。パーマーの暗殺直後、ミシェルとトニーもテロリストに狙われ、ミシェルは死亡、トニーは重傷を負う。そしてテロリストに狙われたクロエはジャックに助けを求める。

### シーズン5.5
シーズン5とシーズン6の中間にあたる短編。シーズン5から7か月後、中国政府に捕まり、僻地の収容施設で捕らわれていたジャック。何か月にも及ぶ厳しい拷問にも全く機密事項を話そうとしないジャックに、工作員のチェン・ジーは一計を案じた。

### シーズン6 — 連続自爆テロ・小型核爆弾テロ（午前6時 - 午前6時）
シーズン5から20か月後のある1日が物語の舞台。アメリカ国内は自爆テロが頻発し、アメリカ政府や国民の間では恐怖と中東系市民への警戒心が高まっていた。そんな中ジャックが、アメリカ政府と彼を監禁していた中国政府との交渉により帰国を果たす。しかしジャックが連れ戻された理由は、テログループ内部の者による、グループリーダーとされるアサドの居所を教える代わりにジャックを差し出す、という提案を政府が呑むためだった。
グループがジャックを捕らえるまでの間、CTUの情報を筒抜けにすることも条件とされたため、なす術がないCTU。ジャックは、アサドがリーダーであるどころかテログループを阻止するために動いていることを告げられる。決死の覚悟で脱出を試みるジャック。そうしている間にも政府はアサド暗殺の準備を進めていく。

### Debrief
これはシーズン6のその後にあたる短編である。
シーズン6から15時間後、ホテルでバレンシアの核爆発のニュースを見ていたジャック。その時、誰かがドアをノックした。本部からの特別捜査官が、中国に拘留されている時にアメリカの機密情報を漏らしたのではないかという容疑で、ジャックを拘束しに来た。断固否定するジャックだったが、信用しない彼はバークに自白剤を注射するよう命じる。

### 24 リデンプション — サンガラ内戦（午後3時 - 午後5時）
原題は『24: Redemption』。本来なら2008年1月から放送されるはずだったシーズン7が脚本家組合のストライキの影響で1年延期されたため、シーズン6と7の間を補完する2時間の特別番組として製作され、シーズン7開始（2009年1月）に先立つ2008年11月23日に放送、同11月25日には特典映像を含む2枚組DVD（北米盤）が発売された。従来の『24』とは異なり、2時間でストーリーは完結するが、リアルタイム・フォーマットは堅持している。
物語のシーズン6から3年8か月後で舞台はアフリカのサンガラと、アメリカのワシントンD.C.。オードリーと別れ、人間らしい生活を全て失ったジャックは、アメリカを離れ放浪の果て特殊部隊時代の同僚で、現在は、内戦で親を失った孤児達のために学校を運営しているカール・ベントンの元に人目を忍ぶように身を寄せていた。
ある日、武装集団が来襲し、子供達を拉致しようとする。政情不安なサンガラでは、反白人主義のグループが身寄りのない子供を集めては洗脳し内戦のための兵士を仕立てていた。チルドレンソルジャーの悲惨な現実を目の辺りにしたジャックは子供達を守るために立ち上がる。その頃、ワシントンではダニエルズ政権が任期を終え、アメリカ初の女性大統領アリソン・テイラーのアメリカ合衆国大統領就任式が始まろうとしていた。

### シーズン7 — 生物ガステロ（午前8時 - 午前8時）
リデンプションから2か月後。舞台はワシントンD.C.。シーズン6と7の間に、CTU(テロ対策ユニット)は解体されている。上院の公聴会で、過去にCTUにおいて行った違法な拷問についての責任追及を受けていたジャックは、急遽FBIのルネ・ウォーカーに緊急の捜査協力を依頼される。
それは過去数週間に起きたIT関連製品盗難、および直前に起きた全米インフラ保護システム開発者：マイケル・レイサムの誘拐に関連するもので、テロリストが全米の通信網、交通網などを乗っ取る計画を阻止することだった。拘束下である自分がなぜ捜査に協力させられるのか疑問だったジャックは、テロリストの映った監視カメラの映像を見せられる。そこに映っていたのは死んだはずの元同僚、トニー・アルメイダだった。

### シーズン8 — 核兵器テロ（午後4時 - 午後4時）
シーズン7から18か月後。舞台はニューヨーク。キムによる幹細胞治療で回復したジャックは、政府の仕事を辞めキムとの関係を改善し孫娘のテリーらキムの家族と共に過ごそうと決めていた。だが、そこにジャックが現役当時に使っていた情報屋のヴィクターが、何者かに襲われ、傷ついた姿で転がり込んでくる。彼はジャックに、アメリカのテイラー大統領とカミスタン共和国のハッサン大統領による中東和平協定締結を阻止しようとするグループがハッサン暗殺を企て、すでに計画が進行中であることを知らせる。
新しい組織体制となったCTUは捜索を開始。ジャックは最初は家族のために協力を拒むが、自身への襲撃と国家安全の脅威を受け、またもや事件解決のために立ち上がることとなるのであった。
2009年3月1日付で契約が成立し制作着手。アメリカでは2010年1月17日より放送開始、シーズン中に「シーズン8限りでの制作打ち切り」が発表され、同年5月24日放映分をもってシリーズファイナル（最終回）となった。

### リブ・アナザー・デイ — 無人機テロ（午前11時 - 午前11時）
シーズン8から4年後。舞台はロンドン。反逆罪、殺人罪で国際指名手配されているジャック・バウアーは、大統領暗殺の情報を入手し、テロの阻止およびCIAに拘束された仲間の救出のため、ロンドンに姿を現す。
なお、各シーズンや短編作品の年代設定は作品内でも正確に明言されてないが、シーズン1を2002年3月と設定し、リブ・アナザー・デイの時点で2020年9月とする場合が、作品内の矛盾が最も少ない。これまで通り24時間の物語ではあるが全12話で、リアルタイム進行の11話のあと、最終回のエピソード12が午後10時 - 午前11時の13時間をまかなう。午後10時46分から午前10時50分に「飛ぶ」リアルタイム進行である。

### 24：レガシー
24シリーズ初のスピンオフ作品。
イエメンでテロリストの首謀者を殺害した陸軍特殊部隊のエリート、エリック・カーター。その後アメリカの地で突如襲撃を受けたエリックは、自身だけでなく家族の命、そして国家までもが危険にさらされていることを知り、作戦を指揮した元CTU（テロ対策ユニット）局長レベッカ・イングラムに警鐘を鳴らす。
キーファー・サザーランドは製作総指揮として本作に参加し、本編には出演しない。トニー・アルメイダ役のカルロス・バーナードが同役で再び出演する。また、FOXはシーズン2を制作しないことを発表。

## 作品解説

### 作風
全ての出来事がリアルタイムで進行し、1話で1時間、1シーズン24話で1日の出来事を描く。全世界で最も有名なリアルタイムサスペンスと言える。予測不能な事態に捜査官たちは基本的に不眠不休で対処する。
リアルタイムという特性を活かした手に汗握る展開や、テロリズムという脅威をテーマにした容赦ない展開が特徴である。
画面を多分割して同時進行する事態を描写する「スプリット画面」は初期のシーズンでは多用されていたが、シーズンが進むにつれてCMの前後などでしか使用されなくなっている。スプリット画面やCMの前後などでは24時間表示のデジタル時計が登場し、ストーリー中の時刻を伝える。
なお、本編の進行は、視聴者からのインターネットの投稿により、物語が変化する可能性がある伏線が、各所にちりばめられている。CTUの活躍を全面に押し出すためか、FBIなどの捜査機関はほとんど登場していなかったが、シーズン7でFBIワシントン支局が主軸で登場している。
アメリカのメディアやファンの間では、1つのストーリーが24時間で完結することから「シーズン（Season）」のことを「デイ（Day）」と表現する事がある（Day1、Day2……）。なお、放送開始前の宣伝に使う「DAY○○」は、これとは異なり「あと○○日で放送開始をする」という意味である。

### 制作・放映
放送が始まった当初は13話まで放送が確約した状態で撮影が進められていたが、視聴率が好調であったために全24話までの放送となった。その後シーズンを重ね、シーズン6終了時には映画版の製作も示唆されたが、製作は延期された。
シーズン7は2008年1月より放送開始予定だったが、脚本家ストライキの影響により2009年1月に放送延期。そのため、シーズン6とシーズン7をつなぐストーリーとして『24 リデンプション』が製作され、2008年秋にテレビ放送とほぼ同時にDVDも発売された。
2010年に一旦全8シーズンで終了。その続編となる劇場映画版が予定されていたが再び延期・未定となった。2013年、映画化を断念し代わりに新しいテレビシリーズが製作される事となった。
2014年に『24:リブ・アナザー・デイ』（原題：24: Live Another Day）のタイトルで全12話のドラマが再開された。
2017年にオールニューキャストの新シリーズ、『24:レガシー』（原題：24: Legacy）が12エピソードで製作された。主人公は、アメリカ軍人のエリック・カーター（コーリー・ホーキンズ）と元CTU局長のレベッカ・イングラム（ミランダ・オットー）。

### 受賞歴
シーズン1はゴールデングローブ賞のドラマ・シリーズ部門の主演男優賞（キーファー・サザーランド）を受賞。2004年には作品賞を受賞している。エミー賞では全シーズンでサザーランドが、シーズン5まで作品が候補となっており、2006年の第58回ではシーズン5にしてようやく両者とも受賞した。

### 評価・影響
人気作家のスティーヴン・キングは『24』のファンであると認めた上で、「『24』には、『もし非常事態になれば、私たちは誰でも拷問していい。国家を守るためなら、私たちは拷問をする義務がある。やったね！』と思わせるようなサブテキストがある。」と批判した。
2006年11月に、アメリカ陸軍士官学校学部長でアメリカ陸軍准将でもあるパトリック・フィネガンは、陸軍とFBIの尋問官3人と共に撮影現場に赴き、「国家の安全のためには、アメリカの法律を蔑ろにしても構わない…というドラマの前提は有害である」と、番組制作者に意見した。

## 人気

### 日本
2003年にビデオ化され、レンタルビデオによって人気が爆発。シリーズ累計レンタル回数3億回という異例の記録も作り、レンタルビデオ店の前に24の次回の話が気になるファンが行列を作るという、珍しい現象まで見られた。また、数話まとめて、時には1シーズン全てを連続視聴するという行為が試写会やテレビ放送で行われ、これを媒介して世間でも広く知られるようになった。
日本でのテレビ放送はフジテレビがこの番組の日本国内での地上波放送権を、系列のBSフジが衛星放送（無料放送）での放送権を獲得し、フジテレビならびにFNS各局が地上波の深夜枠で、シーズン7までが放送された。2004年以降は毎年9月下旬から10月上旬にかけて1日3時間程度まとめて放送されていたが、2009年は深夜帯にドラマ枠が設けられその枠で一話ずつ放送されていた。2011年4月からは放送局並びに放映権がフジテレビからテレビ東京に移行した上で、テレビ東京並びにTXN系列と、独立UHF局である岐阜放送・奈良テレビ・テレビ和歌山で水曜21:00からの『シアターGOLD』枠内で、シーズン8（ファイナルシーズン）が放送される予定であったが、東北地方太平洋沖地震（東日本大震災）および福島第一原子力発電所事故に配慮してファイナルシーズンの放送が延期となり、4月13日から9月21日まで、代替措置としてシーズン5を放送した。そのファイナルシーズンの放送は、2013年12月31日から翌年1月3日まで、BSジャパンで放送された。
現在全ての放送分がビデオ・DVD化され、2004年11月3日にシーズン3、2005年9月2日にシーズン4、2006年9月2日にシーズン5、2007年9月7日にシーズン6、2009年3月19日にリデンプション、同年7月3日にシーズン7、2010年10月2日にシーズン8のレンタルが開始された。 レンタルの方がDVD販売より早く、また数話ごとにレンタル解禁されるなどして、24のファンがTSUTAYAの前で並ぶという現象まで発生した。
2009年12月18日にシリーズ初となるBlu-ray Disc版が発売。2013年5月現在レンタル向け販売の発表はない。
また、シーズン7までを放送していたフジテレビが行う8月のイベント「お台場冒険王」で一挙上映された。TSUTAYAのイベント企画で、24のシーズン1からシーズン4まで連続72時間鑑賞するイベントまで開催された。25人の参加者の中で、1人だけが72時間連続鑑賞を達成し、DVD連続鑑賞記録としてギネスブックに書かれている連続69時間鑑賞を抜き、ギネス世界記録を更新した。
さらに、日本のFOXチャンネルでは2011年1月1日0:00（JST）から1月7日24:00（1月8日0:00）（JST）にかけてシーズン1から7まで168時間ぶっ通しで放送を行った。5月にギネスブック公認「同一作品の連続長時間放送」の世界新記録として認定された。

#### メディアミックス
このドラマのノベライズも日本の書店で販売されている。2006年10月24日に24オフィシャルファンクラブが設立された。また、スカパー!またはケーブルテレビのFOX JAPANでも放送され、人気コンテンツとなっている。
また、デアゴスティーニ・ジャパンが2006年9月12日から「24 TWENTY FOUR DVD コレクション」というDVD付きテーママガジンの発売を開始した。これは24の全てのエピソードを収録したDVDとそれに付随してそのドラマに関連した解説マガジンを同梱したものである。第1号から第25号までは毎週火曜日発売であったが、第26号より第1・3火曜日発売となった。71号まで刊行された。
アメリカでのメディアミックスに関しては、#その他のメディアを参照。

#### 他作品でのパロディ
会話シーンやデジタル時計とビーコン音による演出はテレビ番組のパロディに用いられ、『名探偵コナン』では、毛利小五郎役がジャック・バウアーと同じ小山力也ということもあり、声優を使ったパロディなど様々なネタを活用している。実際に30分の放送枠内でのストーリーのリアルタイム進行として「リアル30ミニッツ」がアニメオリジナルとして放送された。他に『FNN踊る大選挙戦』、『こちら葛飾区亀有公園前派出所』や『クレヨンしんちゃん』、『らき☆すた』、『スイートプリキュア♪』、関西ローカルニュース番組の『VOICE』、『水曜どうでしょう』の企画「ジャングル・リベンジ」などが挙げられる。日本語版でのジャック・バウアー役の声優小山力也がマブラヴ ALTERED FABLEでは「チャック・ザウバー」、2008年版『ヤッターマン』では「チャック・バウアー」なるパロディキャラを演じた。
お笑いコンビどきどきキャンプの岸学がジャック・バウアーのモノマネでコントをしている。主に爆笑レッドカーペットでネタを披露している。物真似では、タレントがパントマイムを行い、小山が声を当てる形式で行われることもある。
篠原涼子主演のテレビドラマ、『アンフェア』（2006年1月10日〜2006年3月21日、関西テレビ制作・フジテレビ系列）に登場する、警視庁・情報解析係の蓮見杏奈（濱田マリ）はジェイミー・ファレルのパロディー。情報解析担当で犯人に協力するあたりのプロット、あるいはルックス等がジェイミーに擬せられている。
アメリカでもネタにされており、テレビアニメでは『ザ・シンプソンズ』、『サウスパーク』がある。

## シンジケーション
24 は国際的なシンジケイション（番組販売）であり、以下の国で放送されている。

### 米国
|                                   | FOXネットワーク                                        |
| --------------------------------- | ------------------------------------------------------ |
| シーズン1                         | 2001年11月6日 - 2002年5月21日（火曜 21:00ET - 22:00）  |
| シーズン2                         | 2002年10月29日 - 2003年5月20日（火曜 21:00ET - 22:00） |
| シーズン3                         | 2003年10月28日 - 2004年5月25日（火曜 21:00ET - 22:00） |
| シーズン4                         | 2005年1月9日 - 2005年5月23日（月曜 21:00ET - 22:00）   |
| シーズン5                         | 2006年1月15日 - 2006年5月22日（月曜 21:00ET - 22:00）  |
| シーズン6                         | 2007年1月14日 - 2007年5月21日（月曜 21:00ET - 22:00）  |
| 24 リデンプション                 | 2008年11月23日（日曜 20:00ET - 22:00）                 |
| シーズン7                         | 2009年1月11日 - 2009年5月18日（月曜 21:00ET - 22:00）  |
| ファイナルシーズン（シーズン8）   | 2010年1月17日 - 2010年5月24日（月曜 21:00ET - 22:00）  |
| リブ・アナザー・デイ（シーズン9） | 2014年5月5日 - （月曜 21:00ET - 22:00）                |

### 日本
フジテレビ系列（シーズン7まで）とテレビ東京系列とFOXチャンネルとWOWOW
|                   | フジテレビ                     | BSフジ                                                        |
| ----------------- | ------------------------------ | ------------------------------------------------------------- |
| シーズン1         | 2004年4月1日 - 2004年4月11日   | 2004年5月3日（0:00から24話連続放送）                          |
| シーズン2         | 2004年10月1日 - 2004年10月10日 | 2004年11月7日 - 2004年12月26日（日曜 22:00 - 24:30、毎週3話） |
| シーズン3         | 2005年9月29日 - 2005年10月8日  | 2006年10月4日 - 2006年12月20日（水曜 21:00 - 22:40、毎週2話） |
| シーズン4         | 2006年10月2日 - 2006年10月10日 | 2007年1月10日 - 2007年3月28日（水曜 21:00 - 22:40、毎週2話）  |
| シーズン5         | 2007年10月1日 - 2007年10月11日 | 2008年1月9日 - 2008年3月26日（水曜 21:00 - 22:40、毎週2話）   |
| シーズン6         | 2008年9月29日 - 2008年10月9日  | 2009年1月7日 - 2009年3月25日（水曜 21:00 - 22:40、毎週2話）   |
| 24 リデンプション | 2009年10月24日、2009年10月31日 | 2010年4月13日、2010年4月20日                                  |
| シーズン7         | 2009年11月7日 - 2010年3月27日  | 2010年4月27日 - 2010年10月2日（火曜 23:00 - 24:00）           |

|                      | テレビ東京系列・岐阜放送・奈良テレビ・テレビ和歌山  | BSジャパン→BSテレ東          |
| -------------------- | --------------------------------------------------- | ---------------------------- |
| シーズン5            | 2011年4月13日 - 2011年9月21日（水曜 21:00 - 21:54） |                              |
| シーズン6            |                                                     |                              |
| 24 リデンプション    |                                                     |                              |
| シーズン7            |                                                     |                              |
| ファイナル・シーズン | 放送中止                                            | 2013年12月31日- 2014年1月3日 |
| リブ・アナザー・デイ |                                                     |                              |

|                                   | WOWOW                                                                                          |
| --------------------------------- | ---------------------------------------------------------------------------------------------- |
| シーズン1                         | 2012年9月29日 - 2012年9月30日（20:10から24話連続放送）                                         |
| シーズン2                         | 2012年10月8日（0:00から24話連続放送）                                                          |
| シーズン3                         | 2012年11月23日（0:10から24話連続放送）                                                         |
| シーズン4                         | 2012年12月30日 - 2012年12月31日（23:10から24話連続放送）                                       |
| シーズン5                         | 2013年1月5日 - 2013年1月6日（23:10から24話連続放送）                                           |
| シーズン6                         | 2013年2月10日（0:15から24話連続放送）                                                          |
| 24 リデンプション                 | 2013年3月16日（19:00から2話連続放送）                                                          |
| シーズン7                         | 2013年3月20日（0:00から24話連続放送）                                                          |
| ファイナル・シーズン（シーズン8） | 2013年4月28日 - 2013年4月29日（21:00から24話連続放送）                                         |
| リブ・アナザー・デイ（シーズン9） | 2015年6月27日、7月7日、7月11日（14:00から4話ずつ放送） 2015年7月20日（9:30から全12話連続放送） |

### その他
| 国・地域         | 流通網                                                           |
| ---------------- | ---------------------------------------------------------------- |
| カナダ           | グローバルテレビジョンネットワーク（同時ネット）とTe'le'-Que'bec |
| ブラジル         | グローボ                                                         |
| チリ             | RedTV                                                            |
| ベルギー         | KanaalTwee（オランダ語）とRTL TVI（フランス語）                  |
| フランス         | カナルプリュス（有料地上波）とTF1（無料地上波）                  |
| オランダ         | RTL5/7                                                           |
| イギリス         | BBC（シーズン2まで）とSky One                                    |
| デンマーク       | TV 2                                                             |
| フィンランド     | MTV3とSubtv                                                      |
| ノルウェー       | TV 2                                                             |
| スウェーデン     | TV4                                                              |
| 香港             | TVB PearlとAXN（ケーブルテレビ）                                 |
| 韓国             | MBC                                                              |
| 台湾             | TTVとAXN（ケーブルテレビ）                                       |
| オーストリア     | ORF 1とATV                                                       |
| チェコ           | TV Nova                                                          |
| ドイツ           | RTL II                                                           |
| ポーランド       | Canal PlusとPolsat                                               |
| スロベニア       | RTV SLO 1                                                        |
| スイス           | SF2（ドイツ語）とTSR 1（フランス語）                             |
| イタリア         | FOX Italia（有料）とRete 4                                       |
| ポルトガル       | 2:（公共放送）                                                   |
| スペイン         | アンテナ3                                                        |
| ロシア           | RENとChannel One                                                 |
| オーストラリア   | Seven NetworkとFOX8                                              |
| ニュージーランド | TV3                                                              |

## リリース

### DVDおよびBlu-ray
|                                                                       | 発売日         | タイトル                                                                | 収録                                |
| --------------------------------------------------------------------- | -------------- | ----------------------------------------------------------------------- | ----------------------------------- |
| シーズン1                                                             | 2003年11月1日  | 24 -TWENTY FOUR- シーズンI vol.1                                        | 第1〜3話                            |
| シーズン1                                                             | 2003年11月1日  | 24 -TWENTY FOUR- シーズンI vol.2〜6（DVDコレクターズ・ボックス1）       | 第4話〜第13話                       |
| シーズン1                                                             | 2004年8月20日  | 24 -TWENTY FOUR- シーズンI vol.1〜12（DVDコレクターズ・ボックス2）      | 第1話〜第24話                       |
| シーズン1                                                             | 2005年8月12日  | 24 -TWENTY FOUR- シーズンI vol.1〜12（DVDハンディ・ボックス）           | 第1話〜第24話                       |
| シーズン1                                                             | 2010年5月28日  | 24 -TWENTY FOUR- シーズンI vol.1〜12（SEASONS コンパクト・ボックス）    | 第1話〜第24話                       |
| シーズン2                                                             | 2004年5月28日  | 24 -TWENTY FOUR- シーズンII vol.1〜12（DVDコレクターズ・ボックス）      | 第1話〜第24話                       |
| シーズン2                                                             | 2005年8月12日  | 24 -TWENTY FOUR- シーズンII vol.1〜12（DVDハンディ・ボックス）          | 第1話〜第24話                       |
| シーズン2                                                             | 2010年8月4日   | 24 -TWENTY FOUR- シーズンI vol.1〜12（SEASONS コンパクト・ボックス）    | 第1話〜第24話                       |
| シーズン3                                                             | 2004年12月22日 | 24 -TWENTY FOUR- シーズンIII vol.1〜12（DVDコレクターズ・ボックス）     | 第1話〜第24話                       |
| シーズン3                                                             | 2005年8月12日  | 24 -TWENTY FOUR- シーズンIII vol.1〜12（DVDハンディ・ボックス）         | 第1話〜第24話                       |
| シーズン3                                                             | 2006年11月24日 | 24 -TWENTY FOUR-（トリロジー・ボックス）                                | シーズンI、II、IIIセット            |
| シーズン3                                                             | 2010年8月4日   | 24 -TWENTY FOUR- シーズンIII vol.1〜12（SEASONS コンパクト・ボックス）  | 第1話〜第24話                       |
| シーズン4                                                             | 2004年11月25日 | 24 -TWENTY FOUR- シーズンIV vol.1〜12（DVDコレクターズ・ボックス）      | 第1話〜第24話                       |
| シーズン4                                                             | 2006年11月24日 | 24 -TWENTY FOUR- シーズンIV vol.1〜12（DVDハンディ・ボックス）          | 第1話〜第24話                       |
| シーズン4                                                             | 2010年8月4日   | 24 -TWENTY FOUR- シーズンIV vol.1〜12（SEASONS コンパクト・ボックス）   | 第1話〜第24話                       |
| シーズン5                                                             | 2006年11月24日 | 24 -TWENTY FOUR- シーズンV vol.1〜12（DVDコレクターズ・ボックス）       | 第1話〜第24話                       |
| シーズン5                                                             | 2007年11月22日 | 24 -TWENTY FOUR- シーズンV vol.1〜12（DVDハンディ・ボックス）           | 第1話〜第24話                       |
| シーズン5                                                             | 2010年10月2日  | 24 -TWENTY FOUR- シーズンV vol.1〜12（SEASONS コンパクト・ボックス）    | 第1話〜第24話                       |
| シーズン6                                                             | 2007年11月22日 | 24 -TWENTY FOUR- シーズンVI vol.1〜12（DVDコレクターズ・ボックス）      | 第1話〜第24話                       |
| シーズン6                                                             | 2008年12月17日 | 24 -TWENTY FOUR- シーズンVI vol.1〜12（DVDハンディ・ボックス）          | 第1話〜第24話                       |
| シーズン6                                                             | 2008年12月17日 | 24 -TWENTY FOUR-（トリロジー・ボックス）                                | シーズンIV、V、VIセット             |
| シーズン6                                                             | 2010年10月2日  | 24 -TWENTY FOUR- シーズンVI vol.1〜12（SEASONS コンパクト・ボックス）   | 第1話〜第24話                       |
| リデンプション                                                        | 2009年3月19日  | 24 -TWENTY FOUR- リデンプション vol.1                                   | 第1〜2話収録                        |
| シーズン7                                                             | 2009年12月18日 | 24 -TWENTY FOUR- シーズンVII vol.1〜12（DVDコレクターズ・ボックス）     | 第1話〜第24話                       |
| シーズン7                                                             | 2009年12月18日 | 24 -TWENTY FOUR- シーズンVII vol.1〜6 (Blu-ray BOX)                     | 第1話〜第24話                       |
| シーズン7                                                             | 2011年7月6日   | 24 -TWENTY FOUR- シーズンVII vol.1〜12（SEASONS コンパクト・ボックス）  | 第1話〜第24話                       |
| シーズン8                                                             | 2010年12月23日 | 24 -TWENTY FOUR- シーズンFinal vol.1〜12（DVDコレクターズ・ボックス）   | 第1話〜第24話                       |
| シーズン8                                                             | 2010年12月23日 | 24 -TWENTY FOUR- シーズンFinal vol.1〜6 (Blu-ray BOX)                   | 第1話〜第24話                       |
| シーズン8                                                             | 2012年4月21日  | 24 -TWENTY FOUR- シーズンVIII vol.1〜12（SEASONS コンパクト・ボックス） | 第1話〜第24話                       |
| シーズン8                                                             | 2012年12月19日 | 24 -TWENTY FOUR- 10周年記念コンプリートDVD-BOX                          | シーズンI〜VIIIおよびリデンプション |
| リブ・アナザー・デイ                                                  | 2015年3月4日   | 24 -TWENTY FOUR- リブ・アナザー・デイ ブルーレイBOX                     | 第1話〜第12話                       |
| リブ・アナザー・デイ                                                  | 2015年3月4日   | 24 -TWENTY FOUR- リブ・アナザー・デイ DVDコレクターズBOX                | 第1話〜第12話                       |
| 発売元はいずれも20世紀フォックス ホーム エンターテイメント ジャパン。 |                |                                                                         |                                     |

### DVDレンタル
|                      | レンタル開始日 | 巻数                         |
| -------------------- | -------------- | ---------------------------- |
| シーズン1            | 2003年10月3日  | vol.1〜2（第1話〜第5話）     |
| シーズン1            | 2003年10月17日 | vol.3〜5（第6話〜第11話）    |
| シーズン1            | 2003年11月21日 | vol.6〜8（第12話〜第17話）   |
| シーズン1            | 2003年12月19日 | vol.9〜12（第18話〜第24話）  |
| シーズン2            | 2004年3月19日  | vol.1〜2（第1話〜第4話）     |
| シーズン2            | 2004年4月2日   | vol.3〜4（第5話〜第8話）     |
| シーズン2            | 2004年4月16日  | vol.5〜6（第9話〜第12話）    |
| シーズン2            | 2004年4月29日  | vol.7〜8（第13話〜第16話）   |
| シーズン2            | 2004年5月14日  | vol.9〜10（第17話〜第20話）  |
| シーズン2            | 2004年5月28日  | vol.11〜12（第21話〜第24話） |
| シーズン3            | 2004年11月3日  | vol.1〜3（第1話〜第6話）     |
| シーズン3            | 2004年11月17日 | vol.4〜6（第7話〜第12話）    |
| シーズン3            | 2004年12月1日  | vol.7〜8（第13話〜第16話）   |
| シーズン3            | 2004年12月15日 | vol.9〜10（第17話〜第20話）  |
| シーズン3            | 2004年12月22日 | vol.10〜12（第21話〜第24話） |
| シーズン4            | 2005年9月2日   | vol.1〜3（第1話〜第6話）     |
| シーズン4            | 2005年9月14日  | vol.4〜5（第7話〜第10話）    |
| シーズン4            | 2005年10月5日  | vol.6〜8（第11話〜第16話）   |
| シーズン4            | 2005年10月19日 | vol.9〜10（第17話〜第20話）  |
| シーズン4            | 2005年11月2日  | vol.11〜12（第21話〜第24話） |
| シーズン5            | 2006年9月2日   | vol.1〜3（第1話〜第6話）     |
| シーズン5            | 2006年9月23日  | vol.4〜6（第7話〜第12話）    |
| シーズン5            | 2006年10月7日  | vol.7〜9（第13話〜第18話）   |
| シーズン5            | 2006年11月3日  | vol.10〜12（第19話〜第24話） |
| シーズン6            | 2007年9月7日   | vol.1〜3（第1話〜第6話）     |
| シーズン6            | 2007年9月21日  | vol.4〜6（第7話〜第12話）    |
| シーズン6            | 2007年10月5日  | vol.7〜9（第13話〜第18話）   |
| シーズン6            | 2007年11月2日  | vol.10〜12（第19話〜第24話） |
| リデンプション       | 2009年3月19日  | vol.1（第1話〜第2話）        |
| シーズン7            | 2009年7月3日   | vol.1〜3（第1話〜第6話）     |
| シーズン7            | 2009年8月5日   | vol.4〜5（第7話〜第10話）    |
| シーズン7            | 2009年9月2日   | vol.6〜7（第11話〜第14話）   |
| シーズン7            | 2009年10月2日  | vol.8〜9（第15話〜第18話）   |
| シーズン7            | 2009年11月6日  | vol.10〜11（第19話〜第22話） |
| シーズン7            | 2009年12月2日  | vol.12（第23話〜第24話）     |
| シーズン8            | 2010年10月2日  | vol.1〜4（第1話〜第8話）     |
| シーズン8            | 2010年11月5日  | vol.5〜8（第9話〜第16話）    |
| シーズン8            | 2010年12月3日  | vol.9〜12（第17話〜第24話）  |
| リブ・アナザー・デイ | 2015年3月4日   | vol.1〜6（第1話〜第12話）    |

### レンタル配信
リンク先は「リブ・アナザー・デイ」であるが、過去のシーズンも配信されている。
- Google play[21]
- Amazon instant video[22]
- TSUTAYA TV[23]
- PlayStation Store[24]
- Xbox Video[25]
- ひかりTV[26]
- U-NEXT[27]
- J:COM オンデマンド[28]
- 楽天SHOWTIME[29]
- GYAO! ストア[30]
- dビデオ[31]
- レンタルビデオT's TV[32]

### 小説
竹書房から発売しており、シーズン1から6までは小島由記子訳。リデンプション、シーズン7、8および24 DECLASSIFIED-CTU機密解除記録-は阿部清美訳。英知出版からも文永優訳でいくつか翻訳され出版されたが、発行元の倒産に伴い絶版となっている。
- 24 TWENTY FOUR
  - [上巻]（ISBN 9784812413401） - 2003年9月30日
  - [中巻]（ISBN 9784812413968） - 2003年10月30日
  - [下巻]（ISBN 9784812414255） - 2003年11月29日
- 24 TWENTY FOUR II
  - [1]（ISBN 9784812415931） - 2004年3月31日
  - [2]（ISBN 9784812416099） - 2004年4月15日
  - [3]（ISBN 9784812416129） - 2004年5月15日
  - [4]（ISBN 9784812416464） - 2004年6月2日
- 24 TWENTY FOUR III
  - [1]（ISBN 9784812418611） - 2004年10月30日
  - [2]（ISBN 9784812418628） - 2004年11月11日
  - [3]（ISBN 9784812418635） - 2004年11月30日
  - [4]（ISBN 9784812418642） - 2004年12月21日
- 24 TWENTY FOUR IV
  - [1]（ISBN 9784812423240） - 2005年8月31日
  - [2]（ISBN 9784812423486） - 2005年9月21日
  - [3]（ISBN 9784812423493） - 2005年10月12日
  - [4]（ISBN 9784812423806） - 2005年10月29日
- 24 TWENTY FOUR V
  - [1]（ISBN 9784812428368） - 2006年8月26日
  - [2]（ISBN 9784812428436） - 2006年9月16日
  - [3]（ISBN 9784812428542） - 2006年10月14日
  - [4]（ISBN 9784812428559） - 2006年11月11日
- 24 TWENTY FOUR VI
  - [1]（ISBN 9784812432259） - 2007年8月30日
  - [2]（ISBN 9784812432457） - 2007年9月29日
  - [3]（ISBN 9784812432792） - 2007年10月26日
  - [4]（ISBN 9784812432808） - 2007年11月20日
- 24 TWENTY FOUR リデンプション (ISBN 9784812437773) - 2009年3月10日
- 24 TWENTY FOUR VII
  - [1]（ISBN 9784812438923） - 2009年6月24日
  - [2]（ISBN 9784812438930） - 2009年7月24日
  - [3]（ISBN 9784812439579） - 2009年9月23日
  - [4]（ISBN 9784812439968） - 2009年10月24日
- 24 TWENTY FOUR VIII
  - [1]（ISBN 9784812443309） - 2010年9月24日
  - [2]（ISBN 9784812443781） - 2010年10月21日
  - [3]（ISBN 9784812443798） - 2010年11月26日
  - [4]（ISBN 9784812443903） - 2010年12月25日
- MAKING OF TWENTY FOUR 24（ISBN 9784812428351） - 2007年10月26日

24 DECLASSIFIED-CTU機密解除記録-
CTUが創設された当初の任務は、機密扱いとなっていたが、2000年（正しくは2001年だが本書の第1巻、第2巻には2000年と記されている）のアメリカ同時多発テロ事件以降、いくつかが機密解除となった。「CTU機密解除記録」は、その任務を解決するために走り回るジャックの長い一日を書いたものである。テレビドラマ化はされておらず、小説のみでしかジャックの一日を追えない。なお、これらの物語はシーズン1よりも以前の話である。第1巻ではニューヨーク世界貿易センタービルが登場しているのに対し、第2巻では既に9.11が起きたことになっているため、第1巻と第2巻の間に9.11が起こったと考えられる。なお、竹書房による日本語訳版の発売日は時系列順では無く、既刊では原題：Operation Hellgate、Veto Power、Trojan Horse、Cat's Claw、Vanishing Point、Chaos Theoryの順に物語が進んでいく。
- 24 TWENTY FOUR CTU機密記録 カオス理論（原題：Chaos Theory、ジョン・ホイットマン（John Whitman）著） - 2008年2月22日
  - [上]（ISBN 9784812433980）
  - [下]（ISBN 9784812433997）

（午後8時 - 午後8時）
デイビッド・パーマー上院議員暗殺未遂事件を誰もが予想だにしていなかったある日のロサンゼルス。ジャック・バウアーが動機不明の殺人罪で投獄されてから三週間が過ぎた。部下であるCTU捜査官ピーターはジャックの無実を確信していたが、シャペルやヘンダーソンら上司は耳を貸さない。ほどなくしてジャックは刑務所内で元ギャングの囚人に襲われ、別の囚人が看守を殺害。一方、CTUでは会議中に突然シャペルが倒れて意識不明の状態となる。一連の出来事は偶然ではないと直感したジャックは、刑務所内で故意に騒動を起こし、同房のラミレスとともに脱獄を図る。折しも、ロサンゼルスにはある危険人物が到着し、恐るべき計画を実行に移そうとしていた。
- 24 TWENTY FOUR CTU機密記録 感染拡大（原題：Cat's Claw、ジョン・ホイットマン（John Whitman）著） - 2008年3月24日
  - [上]（ISBN 9784812434192）
  - [下]（ISBN 9784812434208）

（午前7時 - 午前9時）
ロサンゼルス・サミット(主要国首脳会議)開催当日の朝。CTUをはじめとする関係機関が警戒態勢を敷く中、ジャックは環境保護団体のデモに参加する娘のキムに付き添って連邦ビル広場を訪れていた。そこへ一本の電話が入る。数年ぶりに話すその相手は、かつて互いに惹かれあった刑事・マーシーだった。彼女は捜査中の殺人事件に過激な環境保護団体の影があることを説明し、ジャックに協力を乞う。ただちにCTUに向かおうとした直後、ジャックは何者かに拉致され、暗闇の中に監禁される。犯人を名乗る男は、今後24時間は捜査を中止することを要求。約24時間の潜伏期間経て発症し、確実に死に至るウイルスの存在を匂わせる。ウイルスの感染を疑うジャックだが、男はより残酷な手段を選んでいた───。
- 24 TWENTY FOUR CTU機密記録 消失点（原題：Vanishing Point、マーク・セラシーニ（Marc Cerasini）著） - 2008年4月24日
  - [上]（ISBN 9784812434390）
  - [下]（ISBN 9784812434406）

（午後0時 - 午後0時）
バージニア支局へ異動したヘンダーソンが、ある日ロサンゼルス支局のジャックの前に現れた。コロンビアの麻薬王ロハス・ファミリーのもとに潜入中の部下が、あらゆる飛行機をステルス機に変える驚くべき電子機器を一家から盗み出した後、消息を絶ったのだという。ただちに操作が開始され、問題の機器の出どころは他ならぬ合衆国空軍だと判明。空軍からは以前にも機密技術が流出した痕跡がラスベガスで発見されていた。さらなる横流しを防ぐため、ジャックとカーティス、モリスの三人はギャング団を装ってラスベガスのカジノへ、トニーは科学者として空軍の新兵器実験場へ潜り込むことに。こうしてCTU創設以来の一大潜入捜査が始まった。
- 24 TWENTY FOUR CTU機密記録 OP.ヘルゲート （原題：Operation Hell Gate、マーク・セラシーニ（Marc Cerasini）著 ） - 2008年6月24日
  - [上]（ISBN 9784812434789）
  - [下]（ISBN 9784812434796）
  - 英知出版からも、同題：Operation Hell Gateを翻訳したヘルゲート作戦[上]（ISBN 9784754230210）、およびヘルゲート作戦[下]（ISBN 9784754230227）が2005年10月に出版されている。

輸送機撃墜計画。ジャックがいるニューヨークとロサンゼルスのCTUが舞台（午後9時 - 午後9時）。
CTU ロサンゼルス支局に、ロサンゼルス空港に着陸する貨物機が攻撃される計画がある、との電話がかかってくる。 ジャック達は空港に向かい、不審な男達とミサイルの発射台を見つける。銃撃戦の末、ジャックはダンテ・アリーティを逮捕。CTUに身柄を送るが、FBIの捜査官フランク・ヘンズリーが突然現れ、身柄引き渡しを求められる。ジャックはヘンズリーとアリーティとともにニューヨークへと向かう。
- 24 TWENTY FOUR CTU機密記録 暗黒の掟（原題：Veto Power、ジョン・ホイットマン（John Whitman）著） - 2008年8月25日
  - [上]（ISBN 9784812435465）
  - [下]（ISBN 9784812435472）
  - 英知出版からも、同題：Veto Powerを翻訳した拒否権[上]（ISBN 9784754230241）、および拒否権[下]（ISBN 9784754230258）が2006年2月8日に出版されている。

（午前3時 - 午前3時）
9・11の教訓を生かしたテロ防止法案、NAP(新米国プライバシー法)の制定をめぐって揺れるバーンズ政権下。OP.ヘルゲートの成功にもかかわらず、ジャックはある事件によりCTUチーフの座を降ろされていた。その間、半年にわたって反政府武装組織グレイター・ネイションに潜入していたジャックは、アジト急襲作戦を指揮してリーダーのマークスを逮捕。ところが、同組織は独自に国内潜伏テロリストの追跡を行っていたという。しかも彼らは近々、ロサンゼルスで大規模なテロを計画しているらしい。マークスの口からテロリストの1人の名前を聞かされたジャックは、運命のいたずらに驚愕する。一方、NAP反対派の筆頭であるドレクスラーは、賛成派の司法長官のクインシーに脅しをかけられ、旧知の仲であるCTUチーフ、ケリーに助けを求める。やむなくクインシーの周辺を洗い始めたケリーが発見したのは、誰も知り得なかった事実だった。
- 24 TWENTY FOUR CTU機密記録 天国の門（原題：Trojan Horse、マーク・セラシーニ（Marc Cerasini）著） - 2008年10月24日
  - [上]（ISBN 9784812436356）
  - [下]（ISBN 9784812436363）
  - 英知出版からも、同題：Trojan Horseを翻訳したトロイの木馬[上]（ISBN 9784754230289）、およびトロイの木馬[下]（ISBN 9784754230296）が2006年5月25日に出版されている。

（午前5時 - 午前5時）
映画界の一大イベント、シルバースクリーン賞授賞式を十数時間後に控えたロサンゼルス。国際テロリストと麻薬カルテルが結託し、米国内で新種のドラッグ"カルマ"の精製を行っているとの情報を得たCTUは、DEA(麻薬取締局)と協力して精製所と目される映画スタジオを急襲。だが、カルマの現実はおろか、精製の証拠さえ発見できずに終わる。失望するジャックの元に、ロス市警時代の同僚・カスタラーノが現れる。ハリウッド在住の映画プロデューサーの惨殺現場にジャック一家の個人情報が残されていたという。操作を進めるうちに、ジャックはかねてから追っていた謎の人物"ハッサン"に行き当たる。その頃、トニーもまたハッサン率いる組織の陰謀を阻止するため、新人アナリストのフェイを連れ、メキシコで潜入捜査中だった。計画は万全なはずだったが、罠は思わぬところに潜んでいた。

- 未翻訳
  - 原題：Storm Force、デイビッド・ジェイコブス（ヤコブス?）（David Jacobs）著 - 2007年12月26日
  - 原題：Collateral Damage、マーク・セラシーニ（Marc Cerasini）著 - 2008年2月26日
  - 原題：Trinity、ジョン・ホイットマン（John Whitman）著 - 2008年4月29日
  - 原題：Head Shot、デイビッド・ジェイコブス（David Jacobs）著 - 2009年4月28日
  - 原題：Death Angel、デイビッド・ジェイコブス（David Jacobs）著 - 2010年4月27日

### その他のメディア
※en:List of 24 (TV series) mediaも参照。

#### 携帯配信
短編動画：24: Conspiracy
Vodafone live!（当時）で配信された、携帯電話版のオリジナルストーリー。1話1分、全24話で構成されている。
シーズン4と同日にCTU ワシントン支局で起こった事件を描く。

#### ゲーム
- アメリカではシーズン2.5（シーズン2とシーズン3の間のストーリー）に当たるPS2用ソフト『24: The Game』が発売され、キーファー・サザーランドもジャック役の声優として出演。
- 日本国内では携帯電話用アプリとして、NTTドコモ、ソフトバンクモバイル、au向けに2作品が配信中。
「24：ザ・モバイルゲーム」（シーズン3と4間のストーリー）
「24：エージェントダウン」（シーズン4と5間のストーリー）
ケータイゲーム用に書き起こされた完全オリジナルストーリーで、シナリオパートと任務パート（数種のミニゲーム）でゲームが進む。
- 2008年9月8日にパチスロ機『24 -TWENTY FOUR-』が大都技研から発売された。また同パチスロ機のシミュレータ（PlayStation 2用）も、同年10月9日にパオン（当時、のちパオン・ディーピー）から発売された。2010年8月には同じく大都技研から、パチンコ機『CRぱちんこ24 -TWENTY FOUR-』が発売されている。

## 現地版
インド及び日本で現地版が製作された。

### インド版
2013年にシーズン1、2016年にシーズン2が放送された。
スラムドッグ$ミリオネアで司会役を務めたアニル・カプールが直接リメイク権を買い付け、ダニー・ボイル監督で制作された。

### 日本版
2020年10月～2021年3月、テレビ朝日の制作・唐沢寿明主演の「24 JAPAN」が放送された。